# Município de Moorefield (condado de Harrison, Ohio)
O município de Moorefield (em inglês: Moorefield Township) é um município localizado no condado de Harrison no estado estadounidense de Ohio. No ano de 2010 tinha uma população de 403 habitantes e uma densidade populacional de 5,65 pessoas por km².

## Geografia
O município de Moorefield encontra-se localizado nas coordenadas 40° 11′ 42″ N, 81° 09′ 15″ O. Segundo a Departamento do Censo dos Estados Unidos, o município tem uma superfície total de 71.33 km², da qual 69,63 km² correspondem a terra firme e (2,38 %) 1,7 km² é água.

## Demografia
Segundo o censo de 2010, tinha 403 pessoas residindo no município de Moorefield. A densidade populacional era de 5,65 hab./km². Dos 403 habitantes, o município de Moorefield estava composto pelo 98,76 % brancos, o 0,5 % eram amerindios, o 0,25 % eram de outras raças e o 0,5 % eram de uma mistura de raças. Do total da população o 0,74 % eram hispanos ou latinos de qualquer raça.